# Sagas
Sagas è il secondo album della band folk/viking metal tedesca Equilibrium; è stato pubblicato il 27 giugno 2008.

## Tracce
1. Prolog auf Erden – 3:39
2. Wurzelbert – 4:59
3. Blut im Auge – 4:45
4. Unbesiegt – 6:19
5. Verrat – 6:05
6. Snüffel – 5:45
7. Heimwärts – 2:34
8. Heiderauche – 2:31
9. Die Weide und der Fluß – 7:21
10. Des Sängers Fluch – 8:05
11. Ruf in den Wind – 4:54
12. Dämmerung – 5:55
13. Mana – 16:23

## Formazione
- Helge Stang − voce
- René Berthiaume − chitarra
- Andreas Völkl − chitarra
- Sandra Völkl − basso
- Manuel DiCamillo − batteria

### Ospiti
- Kurt Angerpower - chitarra
- Ulrich Herkenhoff - flauto di Pan
- Muki Seiler
- Agnes Malich - violino
- Gaby Koss - voce
- Jörg Sieber